# Eclissi solare dell'8 giugno 1918
L'eclissi solare dell'8 giugno 1918 è un evento astronomico che ha avuto luogo il suddetto giorno attorno alle ore 22.07 UTC.
L'eclissi, di tipo totale, è stata visibile in alcune parti dell'Asia, del Nord America (Stati Uniti d'America), dell'Europa, del Centro America e dell'Oceano Pacifico.
La durata della fase massima dell'eclissi è stata di 2 minuti e 23 secondi e l'ombra lunare sulla superficie terrestre raggiunse una larghezza di 112 km; Il punto di massima totalità si è avuto in mare lontano da qualsiasi terra emersa.
L'eclissi dell'8 giugno 1918 fu la prima eclissi solare nel 1918 e la 42ª nel XX secolo. La precedente eclissi solare ebbe luogo il 14 dicembre 1917, la seguente il 3 dicembre 1918.

## Osservazioni a fini scientifici
Il percorso dell'eclissi ha attraversato lo stato di Washington e l'Oregon proseguendo in Florida. L'US Naval Observatory (USNO) ha ottenuto una sovvenzione speciale di 3500 $ dal Congresso per approntare una squadra di osservazione e studio a Baker City, in Oregon. La squadra si organizzò dall'anno precedente e John C. Hammond, direttore dell'osservatorio navale, guidò i primi membri a Baker City l'11 aprile. Il gruppo comprendeva l'astronomo Samuel Alfred Mitchell e il pittore e fisico Howard Russell Butler, fondatore dell'American Fine Arts Society; in un periodo in cui il colore sulle pellicole fotografiche era ancora una tecnica in avanscoperta, il ruolo di Butler era quello di dipingere l'eclissi nella sua totalità dopo averla osservata per ben due minuti.
L'astronomo Joel Stebbins e il fisico Jakob Kunz dall' Osservatorio Astronomico dell'Università dell'Illinois fecero le prime osservazioni fotometriche della corona solare dal loro sito di osservazione nei pressi di Rock Springs, in Wyoming.
Una nuvolosità diffusa in tutti gli stati maggiormente coinvolti dalla fase totale ha impedito di effettuare osservazioni dettagliate; l'evento fu seguito anche dagli osservatori di Yerkers, Lick e Mount WIlson.
la spedizione USNO ha tentato di convalidare la previsione di flessione della luce in prossimità di un corpo massivo, secondo la teoria della relatività di Einstein, misurando la posizione delle stelle nelle vicinanze il Sole. Tuttavia, la copertura nuvolosa durante la totalità ha oscurato le osservazioni delle stelle, lasciando questo test di validità della teoria fino all'eclissi solare del 29 maggio 1919.

## Eclissi correlate

Percorso animato dell'eclissi

### Eclissi solari 1916 - 1920
Questa eclissi è un membro di una serie semestrale. Un'eclissi in una serie semestrale di eclissi solari si ripete approssimativamente ogni 177 giorni e 4 ore (un semestre) in nodi alternati dell'orbita della Luna.

### Ciclo di Saros 126
L'evento fa parte del ciclo 126 di Saros, che si ripete ogni 18 anni, 11 giorni, contenente 72 eventi. La serie è iniziata con un'eclissi solare parziale il 10 marzo 1179. Comprende eclissi anulari dal 4 giugno 1323 al 4 aprile 1810, eclissi ibride dal 14 aprile 1828 al 6 maggio 1864 ed eclissi totali dal 17 maggio 1882 al 23 agosto 2044. La serie termina al membro 72 con un'eclissi parziale il 3 maggio 2459. La durata più lunga dell'eclissi centrale (anulare o totale) è stata di 6 minuti, con 30 secondi di anularità il 26 giugno 1359. La durata più lunga di una eclissi totale nella seri eè stata di 2 minuti e 36 secondi il 10 luglio 1972. Tutte le eclissi di questa serie si verificano nel nodo discendente della Luna.